# The Saturday Evening Post
The Saturday Evening Post (з англ. пошта суботнього вечора) — це американський журнал який друкувався раз на два місяці. Пізніше він публікувався щотижня під цією назвою з 1897 до 1963 роки, раз на два тижні до 1969 року, а раз на квартал, а потім раз на два місяці з 1971 року до теперішнього часу. З 1920-тих до 1960-х років, він був одним з найбільш широко поширених і впливових журналів для американського середнього класу, з художньої, документальної літератури, мультфільмів і особливостей, які досягали мільйони домів щотижня.
Журнал був перероблений у 2013 році.

## Історія
Історія цього журналу, можливо одного з найстаріших в Північній Америці, як стверджувала редакція, починається у 1728 році як «Пенсильванський вісник» («The Pennsylvania Gazette») Бенджаміна Франкліна. Він вперше був опублікований в 1728 році Семюелем Кеімером і в 1729 році проданий Франкліном. Вісник припинив публікації в 1800 році.
Видання отримує нове ім'я — The Saturday Evening Post (пошта суботнього вечора) в 1821 році. Згодом він зріс, щоб стати найбільш широко поширений щотижневим журналом в Америці.
Спочатку це був політичний таблоїд на чотирьох газетних сторінках. У 1839 році, головним редактором стає Джордж Грем Рекс, який дещо змінює видавничу політику в бік моралізаторства, з одного боку та комерціалізації, з іншого. До 1855 році тираж сягає 90.000 в рік.
В 1897 році, засновник LADIES HOME JORNAL Керіс Кертіс купує права на журнал за тисячу доларів. З цього моменту, для EVENING POST починається нова ера. Під керівництвом відомого журналіста і письменника Джорджа Горація Лорімера (George Horace Lorimer) (1899—1937), видання стає вельми популярним і масовим.
The Saturday Evening Post опублікував новини, статті редакції, поради, гумор, ілюстрації, колонки листів у редакцію, вірші (з надіслані читачами), одна сторінка з коміксами (у тому числі роботи Теда Кея)і розповіді відомих письменників того часу. Він був відомий завдяки розкішним ілюстраціям і оригінальним творам художньої літератури. Ілюстрації на обкладинці є впровадженням в історії та реклами. Деякі ілюстрації стали популярними й продовжують відтворювати у вигляді плакатів або гравюр, особливо роботи які виконав Норман Роквелл.
Кертіс Паблішинг Компані (Curtis Publishing Co) перестала публікувати журнал у 1969 році після того, як компанія програла позов про наклеп і зобов'язали виплатити понад 3 мільйони доларів як відшкодування збитку. Пост був відроджений в 1971 році як щоквартальне видання з обмеженим тиражем. Станом на кінець 2000-х років, The Saturday Evening Post виходить шість разів на рік і є традиційною складовою розважальної програми суботніх вечорів американців з 1982 року.

## Ілюстрації
У 1916 році, Лоример знайомиться з нікому невідомим, 22-х річним художником з Нью-Йорка Норманом Роквеллом. Згодом, Роквелл створить понад триста ілюстрацій для обкладинок EVENING POST, як правило з сільською і сімейної тематики, які вже тоді стають своєрідними «іконами». Серед них була славнозвісна «Розі клепальниця».
Інший відомий художник Джон Філіп Фальтер, так само відзначився в EVENING POST, створивши для нього 120 обкладинок. Ймовірно, цей талановитий творець рекламних і патріотичних плакатів і далі оформляв обкладинки журналу, якби видавець журналу в 1968 році не відмовився від малюнків на користь фотографій.
З THE SATURDAY EVENING POST так само співпрацювало багато видатних художників, такі як: Джон Клэмер, Чарльз Арчибальд МакЛеллан, Джон Е. Шерідан та інші. В оформленні журнал також включав  комікс Теда Кейса  Hazel з 1943 по 1969 роки.

## Зміст журналу
Кожен випуск складався з декількох оригінальних оповідань та часто містити їхній серійний випуск. Велика частина фантастики була написана для звичайних смаків популярними письменниками, але були представлені деякі літературні письменники. Відкриття сторінки історії були представлені картини провідних ілюстраторів журналу. В журналі було опубліковано оповідання та нариси таких авторів: Х. Е. Бейтса, Рея Бредбері, Кея Бойла, Агати Крісті, Браяна Кліва, Вільяма Фолкнера, Ф. Скотта Фіцджеральда, С. С. Форестера, Ернеста Haycoxa, Роберта Хайнлайна, Курта Воннегута, Пола Галлико, Норманда Пуарье, Хеммонда Іннеса, Луїса Ламура, Сінклера Льюїса, Джозефа С. Лінкольна, Джона П. Маркана, Едгара Аллан по, Сакса Ромера, Вільяма Сарояна, Джона Стейнбека і Рекса Стаута, і Роба Вагнерп. Тут же опубліковані вірші таких відомих поетів, як Карл Сандберг, Огден Неш, Дороті Паркер і Ганна Кан.